# Церква Пресвятої Трійці (Костянтинівка)
Церква Пресвятої Трійці в Костянтинівці — парафія і храм греко-католицької громади Великобірківського деканату Тернопільсько-Зборівської архієпархії Української греко-католицької церкви в селі Костянтинівка Тернопільського району Тернопільської области.
Дерев'яний храм оголошений пам'яткою архітектури місцевого значення.

## Історія церкви
Імовірно, перша дерев'яна церква в селі була збудована у 1912 році. До цього часу місцеві жителі відвідували богослужіння в селі Малий Ходачків. У 1961 році радянська влада закрила церкву, перетворивши її на колгоспний склад мінеральних добрив.
У 1990 році збудована нова мурована церква, яку 27 травня 1991 року освятив єпископ Михаїл Сабрига. Парафія належала до УГКЦ до 1946 року, потім з 1946 по 1961 рік вона перебувала у складі Російської Православної Церкви. У 1991 році парафія знову повернулася до УГКЦ і діє по сьогодні.
При парафії функціонують Марійська дружина та спільнота «Матері в молитві».
Парафія має у власності церковну будівлю.

## Парохи
- о. Омелян Волянський (1912—1919),
- о. Андрій Лошній (1919—1920),
- о. Михайло Осадца (1921—1945),
- о. Володимира Зарічного (1987—2004),
- о. Василь Сліпчук (з 2004).